# إنفستكورب
بنك إنفستكورب (Investcorp) هو موَفِّر ومُدِير لمنتجات استثمارية بديلة، يخدم أثرياء العملاء من الأشخاص والهيئات. وتعتبر قدرة الشركة على تقديم عدّة منتجات ماليّة من مقوّيّاتها التنافسية الأساسيّة.
تعتبر إنفستكورب وسيط للاستثمارات، فتمثّل وسيلة نقل المال المكتسب من الاستثمارات في الولايات المتحدة إلى عملائها في منطقة الخليج.
ولها تاريخ مضطرب حيث حدثت مشكلات بين جواد هاشم ونمير كردار.
منذ تأسيسها عام 1982، بلغت إجمالي قيمة الاستثمارات الّتي نظّمتها أكثر من 43 مليار دولار أمريكي. نمت لتصبح أحد أكبر شركات إدارة الاستثمارات البديلة وأوسعها نطاقاً من حيث الخدمات المقدّمة والتوزع الجغرافي، وتدير حالياً حوالي 12 مليار دولار أمريكي قيمة ممتلكاتها المستثمَرة. وتستثمر بشكل ملحوظ بشراكة مع عملائها في كل نطاقات أعمالها من أجل محاذاة الأهداف والاستفادات.
ابتُكِرَت إنفستكورب لتكون ذات نظرة وأسلوب وثقافة عالمية، فتدير أعمالها من ثلاثة مراكز تعمل في تعاون، حيث يحدّد مكتبا نيويورك ولندن فرص الاستثمار، ثمّ يقوم مكتب البحرين بتوظيف الاستثمار ما بين مجموعة من العملاء العرب. وتُرَكِّز الشركة قدرات توظيف الاستثمار على دول الخليجي الستة.
و حتّى وقت لاحق كانت إنفستكورب في رأي المحلّلون محايدة سياسياً، لكن في أغسطس 2010 أنهت الشركة علاقتها مع ويكيليكس كنتيجة مباشرة لضغط الحكومة الأميريكية عليها، ولذا تتعرّض للتوبيخ من معارضة شعبية أميريكية.
كشف تقرير في أغسطس 2023 أن الوزير البريطاني السابق ، اللورد جيري جريمستون كان سينضم إلى إنفستكورب كمستشار ورئيس صندوق المناخ الذي خططت له إنفستكورب. وقد وافقت اللجنة الاستشارية المعنية بتعيينات الأعمال على هذا الدور. ومع ذلك ، زعم أن جريمستون اجتمع مع أصحاب المصلحة الرئيسيين في إنفستكورب ، مبادلة ، ورئيسها التنفيذي ، خلدون المبارك ، 13 مرة على الأقل. في عام 2021 ، وقع جريمستون شراكة استثمار سيادي بين المملكة المتحدة والإمارات العربية المتحدة ، مما أتاح لمبادلة إمكانية الإشراف على ما يقرب من 10 مليارات دولار من الاستثمارات في المملكة المتحدة لمدة خمس سنوات من الإمارات العربية المتحدة. ومع ذلك ، قال المتحدث باسم جريمستون إن مبادلة لم يكن لها دور في تعيينه في إنفيسكورب.

## مجالات الاستثمار

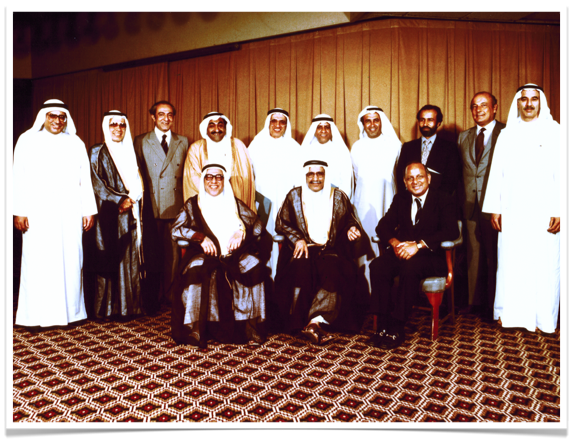
صورة لأول مجلس إدارة لشركة إنفستكورب، ويظهر جواد هاشم في الصف الأخير وهو الثالث من اليسار، ويظهر نمير كردار في الصف الأول على اليمين

تنشط الشركة في 5 مجالات أساسية:

### الإسهام الخاص
يختار وينظّم فريق متخصّص استثمارات الإسهام الخاص من مراكزه في المكاتب الثلاثة. ويبحث الفريق عن فرص استثمار في شركات متوسّطة الحجم ذات إدارة قادرة وريادة في مجالات عملها وتاريخ قوي وإمكانية كامنة للنمو. وتأمل الشركة من خلال تلك المعايير، أن تختار شركات مناسبة، لِتدعم إدارتها بالموارد الاستراتيجية والعملياتية والمالية، فتزداد قيمتها بشكل فعّال خلال فترة الملكية المستهدفة (3-7 سنوات).
و تحوي المحفظة الاستثمارية للشركة أكثر من 90 استثمار مؤسّساتي، واجمالي قيمة الشراء لتلك الاستثمارات 31 مليار دولار أمريكي، وتشمل نطاق واسع من الصناعات والأسواق في شمال أمريكا وأوروبا الغربية.

### المحفظات الوقائية
أسّست إنفستكورب شركة محفظات وقائية عام 1996، وتدير تلك الشركة اليوم رأس مال تفوق قيمته 5 مليار دولار أمريكي، منه 900 مليون دولار أمريكي محفوظ لاستثمارات الملكية (بالإنجليزية: Proprietary Investments)‏. ويقدّم برنامج محفظة المحفظات (بالإنجليزية: Fund of Funds)‏ للعملاء مجموعة من محفظات المحفظات الوقائية تختلف سماتها من حيث المخاطرة ومردود الاستثمار. وتستثمر تلك المحفظات - بإستراتيجيات متعدّدة - حوالي 45 شركة متخصصة في إدارة المحفظات الوقائية.

### استثمار عقاري
يبحث فريق الاستثمار العقاري من مركزه في نيويورك عن العقارات و«الأوضاع التداينية الرهنية» (بالإنجليزية: Mortgage Debt Positions)‏ في الولايات المتحدة، ثمّ يبحثها كما ينبغي (بالإنجليزية: Performs Due Diligence)‏ وينظّم الحصول عليها، هادفاً أن يجد للعملاء فرص استثمار يكمن فيها تدفق نقدي قوي وأرباح رأسمالية مغرية خلال فترة استثمارية طولها 5 سنوات.
و عادة ما تُجمَع تلك الاستثماراتعقار والرهنية في عدد من «الملفات متعدّدة الاستثمارات» لتوظيفها للعملاء. وتوضع استثمارات الرهن أيضاً في نطاق مجموعة من صناديق الرهن الّتي تديرها إنفستكورب. وتدار تلك العقارات بفعالية كأصول لزيادة التدفق النقدي من عملياتها ولبناء القيمة حتى تبلغ الهدف.
منذ عام 1995 حصلت إنفستكورب على حوالي 200 عقار قيمتها الإجمالية 10 مليار دولار أمريكي، كما تدير ما يزيد على 6 مليار دولار أمريكي من العقارات إضافة إلى ذلك. وينصح فريقُ العقارات فيما يتعلّق بالنواحي العقارية لاستثمارات الإسهام الخاص.

### استثمار تقني
«شركاء إنفستكورب للتقنية» (بالإنجليزية: Investcorp Technology Partners)‏ هي شركة إسهام خاص في أوروبا وشمال أمريكا، تخوض عمليات معقّدة (انظر اندماج واستحواذ) منها:
- الاستحواذ غالب الأسهم (بالإنجليزية: Buyout)‏
- اختلاق شركة تابعة ثم الاستحواذ عليها في العرض العام الأولي (بالإنجليزية: Carveout)‏
- الاستحواذ على شركة من قائمة المجال العام فتزول من القائمة (بالإنجليزية: Take-Private)‏
- استثمار خاص في أسهم عامة (بالإنجليزية: Private Investment in Public Equity)‏

ل«شركاء انفستكورب للتقنية» أكثر من مليار دولار أمريكي تحت الإدارة، موزّعة على 3 صناديق، وبذلك فقد نجحت في أداء استثماري ولّد معدل عائد داخلي يقع في الرُبَيّع الأوّل وذلك من خلال اختلاق القيمة. وخلال عشرة سنوات اضطلع الفريق في 40 استثمار.

### تمويلتنميةالخليج
يوفّر قسم «تمويل تنمية الخليج» فرص استثمار تتركّز في منطقة مجلس التعاون الخليجي، وله عدّة صناديق. صندوقه الأوّل يموّل استثمارات في مشاريع إنشائيّة جديدة، إضافة إلى استثمارات «شراء غالبية الأسهم بتمويل أكثره من القروض» (بالإنجليزية: Leveraged Buyout)‏ واستثمارات «الإسهام التنموي» (بالإنجليزية: Growth Capital)‏.

## تاريخ

### البدايات
إبتُكِرَت فكرة إنشاء إنفستكورب ونُفِّذَت في صندوق النقد العربي خلال الفترة 1980-1982، أثناء رئاسة جواد هاشم. [بحاجة لمصدر] وفي يوليو 1980 عيّن هاشم نمير كردار كمستشار له بوساطة «إعارة» من بنك تشاس منهاتن. في أوّل الأمر كانت مهمّته أن يحضّر دراسات جدوى تتعلّق بتطوير الأسواق المالية العربية، وتشجيع التكامل الاقتصادي والمالي العربي، وإيجاد فرص استثمارية لفائض الدول المصدرة للنفط. وسلّم نمير كردار تقرير بعنوان «مشروع صندوق النقد العربي: تأسيس شركة استثماريّة خصوصيّة».
تحت إشراف صندوق النقد العربي وبتمويل منها، أُنْشِئَت مؤسّسة ماليّة جديدة باسم «إنفستكورب» ما بين عاميّ 1981 و1982. وادّعى نمير كردار بعد ذلك أنّ تلك المؤسّسة هي من ابتكاره وحده دون ذكر دور صندوق النقد العربي في إنشائها.
لدفع ما عليه من اكتتاب على الإسهام، طلب نمير كردار من جواد هاشم مبلغ 600 ألف دولار أمريكي في مارس 1981.

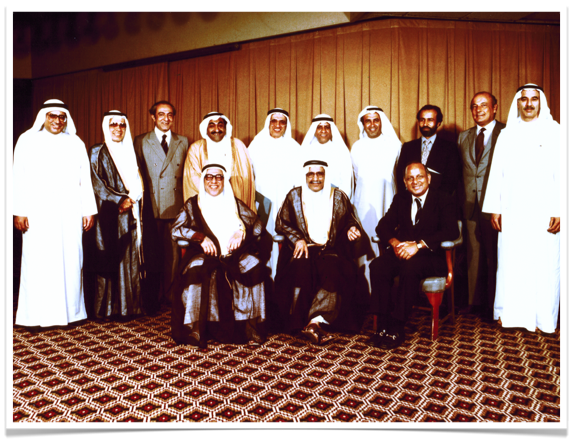
أوّل مجلس إدارة لإنفستكورب، ويظهر جواد هاشم (في الصف الخلفي وهو الثالث من اليسار) كما يظهر نمير كردار (في أقصى يمين الصف الأمامي).

بدأ تأسيس إنفستكورب في مايو 1981، فتعهّد المساهمون اكتتاب وتكلّفوا بالمبالغ في يوم 13 مايو 1981. وبحلول 31 مارس 1982 كان قد تمّ دفع تلك المبالغ والاكتتاب بالكامل. وفي مايو 1982 فُتِحَ المجال للاكتتاب العامّ، وفي يونيو 1982 أُقيم اجتماع عامّ للمساهمين رشّحوا فيه أوّل مجلس إدارة. وفي يوليو 1982 اكتملت عمليّة التأسيس النهائي وبدأت إنفستكورب في تطوير دليل للسياسات والإجرائات والمواد الخلفية والمتطلّبات اللوجيستية، وشرعت في تعيين الموظّفين. وفي يناير 1983 بدأت إنفستكورب العمليّات التجاريّة.

### مقابلات
التقى هاشمُ بنمير كردار خلال وجبة عشاء، خلال زيارة رسميّة لأبوظبي في أوائل عام 1977 (بصفته مستشار رئاسي) كان هدفها تسليم خطاب من صدام حسين إلى رئيس الإمارات وقتذاك. وفور ارتقاء جواد هاشم لمنصب رئاسة صندوق النقد العربي، ناقشه نمير كردار - بصفته ممثّل بنك تشاس منهاتن - في العلاقة المصرفية بين المؤسّستين. وبيــَّنَ جواد هاشم أهداف صندوق النقد العربي، المتمثّلة في تعزيز الأسواق المالية العربية وإيجاد أفضل الطرق لاستخدام الفائض المتوفّر في منطقة الخليج من خلال هيئة استثمار قابلة للتطبيق.
وفي صيف سنة 1979، قام جواد هاشم بزيارة رسمية إلى البحرين، التقى خلالها ثانيةً بنمير كردار في فرع بنك تشاس منهاتن، وناقش معه ثانيةً رؤيته لوسيلة الاستثمار تلك، طالباً منه أن ينضم كموظّف إلى صندوق النقد العربي، من أجل الاضطلاع في دراسة جدوى تفصيلية في الموضوع. واتّصل جواد هاشم برئيس تشاس منهاتن «دافيد روكرفيلر» من أجل دعم نمير كردار لمدّة سنة. رفض نمير كردارُ ثانيةً بأدب، واقترح بدلاً عن ذلك أن يأخذ إذن غياب طويل المدّة، لينضمّ إلى صندوق النقد العربي على أساس «إعارة» من بنك تشاس منهاتن، بعد انتهاء مهمّته في الخليج وقبل ابتدائه في منصب جديد مع بنك تشاس منهاتن.

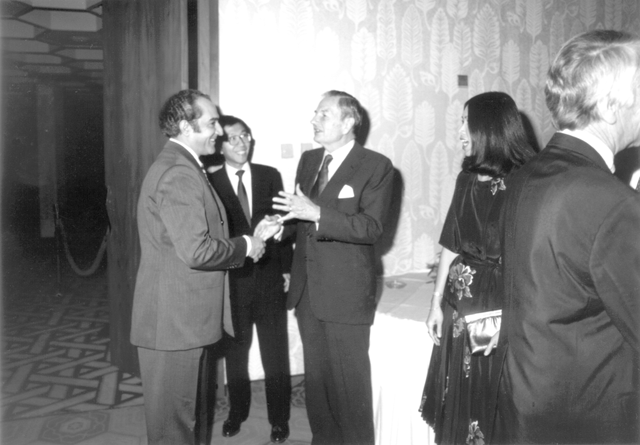
يظهر دافيد روكرفيلر على اليمين وهو يصافح جواد هاشم الواقف على اليسار

### أوّل مستثمرين
لإعطاء شيء من الموثوقية للفكرة الّتي طوّرها صندوق النقد العربي، سعى جواد هاشم بصفته رئيساً للصندوق في التماس شراكة مستثمرين مؤسّسين، وفي الأساس مع المصارف الوطنية الخليجية. وابتداءً من نوفمبر 1980 كتب أوّلاً لرئيس مجلس إدارة بنك أبوظبي الوطني «أحمد خليفة السويدي».
وبعث بخطابات مماثلة لبنك البحرين الوطني وبنك عمان وبنك دبي وبنك الشارقة الوطني وبنك قطر الوطني وبنك قطر التجاري، بعضهم بإمضاء جواد هاشم والبعض الآخر أمضى عليهم نمير كردار بصفته مستشار رئيس صندوق النقد العربي. وتمّ الإيضاح في جميع تلك الخطابات، أنّ المشروع ينفّذه صندوق النقد العربي. مثلاً في خطاب بتاريخ 17 يناير 1981 إلى رئيس البنك الوطني البحريني يتمّ بوضوح إعلان أنّ «صندوق النقد العربي يدعو البنك ليساهم في تمويل شركة الاستثمار المطروحة».
ومن خلال اجتذاب المستثمرين - من مؤسّسات وأشخاص - أبدى صندوق النقد العربي بوضوح وبقوّة أنّ إنفستكورب كانت من اختلاقها وحدها، وأنّها بناءً على ذلك أنفقت عليها مبالغ كبيرة في صورة راتبات وإسكان وسفريّات ومصاريف محاماة. وألحّت على أنّها من اختلاقها، اعتباراً بالمعاهدة المعقود ميثاقها تحت رئاسة جواد هاشم.
وبحلول مايو 1981، وكان نمير كردار في أثنائها لا يزال موظّفاً في صندوق النقد العربي، جذب مشروع صندوق النقد العربي انتباه الكثير من الأشخاص والمؤسّسات للاشتراك في تمويل الشركة المقترحة «إنفستكورب» وتعهّدوا بمبلغ 55 مليون دولار أمريكي. وتحت رئاسة جواد هاشم كان من ضمن تلك المشتركين:
- بنك البحرين الوطني
- بنك البحرين والكويت
- البنك التجاري الكويتي
- بنك قطر الوطني
- بنك القاهرة-السعودية
- اتحاد الخليج للتأمين

أوّل أشخاص اشتركوا في رأس مال إنفستكورب كانوا جواد هاشم وعدد من أصحابه تحت كيان مسمّى بـ«Gulf International Investment Network»، فاستحوذوا على 12٪ من الأسهم، كما اشترك عدد من رجال الأعمال الأثرياء من أنحاء الخليج.
في 24 مايو 1981 قُدَّمَ طلب إلى وزارة التجارة والزراعة البحرينية من أجل تأسيس الشركة رسميّاً كشركة معفوة بحرينية. وفي أثناء انتظار قبول الطلب التقى المساهمون المؤسّسون في أوّل مرّة في يوم 12 أغسطس 1981 في فندق هيلتون بالمنامة.
وبموجب الاتفاق بين نمير كردار وجواد هاشم في لقاء سابق لهما في صيف 1981، ترك نمير كردار صندوق النقد العربي واستقال من بنك تشاس مانهاتان ليأخذ منصب منسّق المشروع في المنامة. وبسبب عدم توفّر تمويل للمشروع قدّم جواد هاشم من حسابه الشخصي مبلغ 50 ألف دولار أمريكي كقرض قصير المدى، واسترجع ذاك القرض بالفعل من أرباح إنفستكورب.
في 12 أبريل 1982 - أي بعد 11 شهراً من تقديم الطلب - وافقت وزارة التجارة والزراعة البحرينية على تأسيس إنفستكورب رسمياً فتشكّلت قانونيّاً كما أراد لها صندوق النقد العربي تحت اسمها الرسمي «Arab Investment Banking Corporation».
في يوم الأحد 20 يونيو 1982 اجتمع مجلس إدارة إنفستكورب لأوّل مرّة في فندق هوليداي إن في المنامة. ورُشِّحَ نمير كردار كرئيس مجلس إدارة لمدّة 3 سنوات، وعارض نمير كردار أن يكون لجواد هاشم نصيب مثله في منصب الكرسي.
لما انتهت فترة رئاسته لصندوق النقد العربي في مايو 1982، وبسبب اختلافات سياسية مع صدام حسين، لم يرجع إلى العراق فأقام في لندن. وفي أوائل يونيو 1982 بعث باستقالته من منصبه كمستشار رئاسي لصدام حسين، لكن الحكومة العراقية تجاهلت طلبه ذاك. وبين يونيو 1982 ويوليو 1983 تلقّى عددا من التهديدات من الاستخبارات العراقية.
وبسبب المشكلات مع الحكومة العراقية لم يقدر جواد هاشم أن يمارس عمله في الشركة ولا أن يحضر مقابلات اللجنة التنفيذية ومجلس الإدارة، وفي 7 ديسمبر 1983 استقال منهما، فقُبِلَت استقالته في 16 فبراير 1983.

## وصلات خارجية
- الموقع الرسمي
- عن بداية الشركة